# 西本願寺の時間
西本願寺の時間（にしほんがんじのじかん）は、西本願寺が製作しているラジオの宗教番組。

## 番組概要
浄土真宗本願寺派布教使や住職による説法を伝える内容。2014年8月からジャズヴォーカリストの徂徠真弓（そらい まゆみ、坊守）をパーソナリティーに迎え、徂徠とゲストとの対談形式に変更された。
2022年9月末の放送をもって終了することが発表された。
但し北日本放送のみ6:00〜6:10にテレホン法話の音声を放送する形で「西本願寺の時間」と題する番組を続行している。

## ネット局
放送時間の早い順から記載。なお文化放送は「築地本願寺の時間」（つきじほんがんじのじかん）として放送。
| 放送対象地域   | 放送局名                      | 放送時間         | 備考                                            |
| -------------- | ----------------------------- | ---------------- | ----------------------------------------------- |
| 近畿広域圏     | 朝日放送ラジオ                | 火曜 4:35 - 4:45 | 2018年10月より変更                              |
| 中京広域圏     | 東海ラジオ（SF）              | 木曜 5:20 - 5:30 | 「安蒜豊三 きょうもよろしく」内 2021年3月で終了 |
| 和歌山県       | 和歌山放送（wbs）             | 土曜 5:50 - 6:00 | 2021年3月で終了                                 |
| 京都府・滋賀県 | KBS京都 KBS滋賀               | 土曜 6:05 - 6:15 | 2021年3月で終了                                 |
| 富山県         | 北日本放送（KNB）             | 土曜 6:15 - 6:25 |                                                 |
| 岐阜県         | 岐阜放送（GBS）               | 土曜 6:25 - 6:35 | 2021年3月で終了                                 |
| 宮城県         | 東北放送（TBC）               | 日曜 5:10 - 5:20 | 2021年3月で終了                                 |
| 沖縄県         | 琉球放送（RBC）               | 日曜 5:10 - 5:20 | 終了日不明                                      |
| 北海道         | 北海道放送（HBC）             | 日曜 5:45 - 5:55 | 2022年9月で終了                                 |
| 関東広域圏     | 文化放送（QR）                | 日曜 5:15 - 5:25 | 2020年10月より変更 2021年3月で終了              |
| 石川県         | 北陸放送（MRO）               | 日曜 6:00 - 6:10 |                                                 |
| 福井県         | 福井放送（FBC）               | 日曜 6:00 - 6:10 |                                                 |
| 山口県         | 山口放送（KRY）               | 日曜 6:00 - 6:10 |                                                 |
| 熊本県         | 熊本放送（RKK）               | 日曜 6:30 - 6:40 |                                                 |
| 鹿児島県       | 南日本放送（MBC）             | 日曜 6:35 - 6:45 |                                                 |
| 新潟県         | 新潟放送（BSN）               | 日曜 6:40 - 6:50 | 2021年3月で終了                                 |
| 福岡県         | RKB毎日放送                   | 日曜 6:40 - 6:50 |                                                 |
| 岡山県         | RSK山陽放送                   | 日曜 6:45 - 6:55 |                                                 |
| 島根県・鳥取県 | 山陰放送（BSS）               | 日曜 6:45 - 6:55 |                                                 |
| 広島県         | 中国放送（RCC）               | 日曜 6:50 - 7:00 |                                                 |
| 高知県         | 高知放送（RKC）               | 日曜 6:50 - 7:00 | 終了日不明                                      |
| 大分県         | 大分放送（OBS）               | 日曜 7:00 - 7:10 | 2020年9月で終了                                 |
| 宮崎県         | 宮崎放送（MRT）               | 日曜 7:20 - 7:30 | 終了日不明                                      |
| 長崎県         | 長崎放送（NBC） NBCラジオ佐賀 | 日曜 7:25 - 7:35 | 2021年3月で終了                                 |
| 長野県         | 信越放送（SBC）               | 日曜 7:40 - 7:50 |                                                 |